# Müden (Aller)
Müden (Aller) er en kommune i den vestlige del af Landkreis Gifhorn i den tyske delstat Niedersachsen. Den ligger i den nordøstlige del af amtet (Samtgemeinde) Meinersen . Den er beliggende ved sammenløbet af floderne Aller og Oker.

## Geografi
Müden ligger ved sydenden af Lüneburger Heide, omkring 20 km fra Gifhorn, 50 km fra Hannover, 30 km fra Celle, 35 km fra Braunschweig og 40 km fra Wolfsburg.

### Inddeling
Kommunen Müden er inddelt i følgende landsbyer og bebyggelser (indb. pr 2009):
- Hovedbyen Müden (Aller) (2689)
- Bokelberge (38)
- Brenneckenbrück (55)
- Dieckhorst (736)
- Ettenbüttel (750)
- Flettmar (1047)
- Gerstenbüttel (208)
- Gilde (94)
- Hahnenhorn (172)